# デヒドロ-L-グロン酸デカルボキシラーゼ
デヒドロ-L-グロン酸デカルボキシラーゼ(Dehydro-L-gulonate decarboxylase、EC 4.1.1.34)は、以下の化学反応を触媒する酵素である。
3-デヒドロ-L-グロン酸{\displaystyle \rightleftharpoons } L-キシルロース + CO2
従って、この酵素の基質は、3-デヒドログロン酸のみ、生成物は、L-キシルロースと二酸化炭素の2つである。
この酵素はリアーゼ、特に炭素-炭素結合を切断するカルボキシリアーゼに分類される。系統名は、3-デヒドロ-L-グロン酸 カルボキシリアーゼ (L-キシルロース形成)(3-dehydro-L-gulonate carboxy-lyase (L-xylulose-forming))である。他に、keto-L-gulonate decarboxylase、3-keto-L-gulonate decarboxylase、3-dehydro-L-gulonate carboxy-lyaseとも呼ばれる。この酵素は、ペントースとグルクロン酸の相互変換に関与している。